# Quadrilatero ciclico

Quadrilateri ciclici.

In geometria, un quadrilatero ciclico è un quadrilatero i cui vertici giacciono tutti sulla stessa circonferenza. 
In un quadrilatero ciclico, gli angoli opposti sono supplementari (la loro somma è π radianti).
Equivalentemente, ogni angolo esterno è uguale all'angolo interno opposto.
L'area di un quadrilatero ciclico è data dalla formula di Brahmagupta fintanto che i lati sono noti.
Quest'area è massima tra tutti i quadrilateri quando i lati sono tutti uguali (il quadrato).
Il teorema di Tolomeo esprime il prodotto delle lunghezze delle due diagonali di un quadrilatero ciclico come la somma dei prodotti dei lati opposti. In ogni quadrilatero convesso, le due diagonali dividono il quadrilatero in quattro triangoli; in un quadrilatero ciclico, le coppie opposte di questi quattro triangoli sono simili tra loro.

## Caratterizzazioni
Ogni quadrato, rettangolo, o trapezio isoscele è ciclico. 
Un aquilone è ciclico se e solo se ha due angoli retti. 
Un quadrilatero è ciclico se e solo se gli angoli opposti sono supplementari.
Un quadrilatero {\displaystyle ABCD} è ciclico se e solo se:
{\displaystyle {\widehat {BAC}}\cong {\widehat {BDC}}}, oppure
{\displaystyle {\widehat {ADB}}\cong {\widehat {ACB}}}, oppure
{\displaystyle {\widehat {DCA}}\cong {\widehat {DBA}}}, oppure
{\displaystyle {\widehat {CBD}}\cong {\widehat {CAD}}}.